# Senecio windhoekensis
Senecio windhoekensis là một loài thực vật có hoa trong họ Cúc. Loài này được Merxm. miêu tả khoa học đầu tiên.